# Epiphragma hastatum
Epiphragma hastatum är en tvåvingeart som beskrevs av Alexander 1931. Epiphragma hastatum ingår i släktet Epiphragma och familjen småharkrankar. Inga underarter finns listade i Catalogue of Life.